# Купчинський Олег Антонович
Оле́г Анто́нович Купчинський (нар. 18 травня 1934) — український вчений (кандидат філологічних наук, доктор історичних наук), педагог. Народився у Сороцькому. Голова Наукового товариства ім. Шевченка (НТШ) в Україні, відповідальний редактор «Вісника НТШ» та «Записок НТШ», член Української вільної академії наук, почесний член Українського геральдичного товариства, викладач. Батько Зоряни Купчинської.

## Біографія
Народився 18 травня 1934 р. у родині священика в с. Сороцькому (нині Теребовлянського району Тернопільської області), що на Галицькому Поділлі.
У 1952 р. закінчив середню школу робітничої молоді в містечку Скалат, у 1958 р. успішно закінчив навчання на філологічному факультеті (українське відділення) Львівського державного університету.
Після закінчення Львівського державного університету працював у Львівській науковій бібліотеці АН УРСР (зараз це Львівська національна наукова бібліотека України імені Василя Стефаника), з 1960 р. займав посаду у Центральному державному історичному архіві УРСР у Львові.
З 1961 р. став одним із учасників і співорганізаторів відомого Семінару з питань джерелознавства та спеціальних історичних дисциплін при ЦДІА у Львові. Учень І. Крип'якевича та Л. Гумецької.
Вже у 1974 р. здобув ступінь кандидата філологічних наук, захистивши в Одеському університеті кандидатську дисертацію «Українські географічні назви на -ичі XIV—XX століть».
З 1978 р. працював в Інституті суспільних наук АН України (нині Інститут українознавства імені І. Крип'якевича НАН України).
У другій половині 1980-х років входить до ініціативної групи львівських учених з відновлення Наукового товариства ім. Шевченка у Львові, стає співавтором Статуту НТШ.
21 жовтня 1989 р. обраний науковим секретарем НТШ, стає головою Комісії спеціальних історичних дисциплін Товариства (до 2006 р.), з 28 березня 1992 р. є дійсним членом НТШ.
Від 1990 р. — відповідальний редактор «Записок НТШ», з 17 грудня 2005 р. — голова Товариства.
2006 р. захистив докторську дисертацію на тему «Акти та документи Галицько-Волинського князівства ХІІІ — першої половини XIV ст.».
Протягом кількох років викладав спеціальні курси у Львівському національному університеті та в Українському католицькому університеті.

## Праці
До кола наукових зацікавлень О. Купчинського належать історія (а саме середньовічна історія України), філологія (історія української мови, ойконімія, літературознавство), етнологія, архівознавство і спеціальні дисципліни. Його науковий доробок налічує понад 500 наукових, науково-популярних і редакційних праць. Пише свої наукові праці у різних жанрах — статті, огляди, рецензії, розділи у колективних дослідженнях, збірники документів, монографії, не нехтує він і простими інформаціями про події, які стосуються наукових явищ.
- Купчинський, О. Акти та документи Галицько-Волинського князівства XIII — першої половини XIV століть. Дослідження. Тексти. Львів, 2004. 1285 с.

Статті
- Купчинський О.А. Дослідження та публікації грамот Галицько-Волинського князівства у XVIII ст. // Київська Русь: Культура, традиції. Київ, 1982, С. 129–149.

## Напрями діяльності

### Праці з історії мови
Історія мови посідає одне з провідних місць у сфері діяльності нинішнього голови НТШ. До найважливіших та найвагоміших праць з історії мови належать: «Українська церква і питання української (руської) народно-розмовної мови у другій половині XVI—XVII століть» (1997); «Мова „Казання“ Мелетія Смотрицького на похороні Леонтія Карповича 2 листопада 1620 р.» (2003); «Лексичний склад актів і документів Святоюрської юридики у Львові 70-х років XVI—XVII століть» (2008). Серед основних праць з ойконімії можна назвати такі: «Изменения словообразовательной структуры украинской микро-топонимии» (1966); «Статистика та географія двочленних відприсвійних географічних назв України на *-jь» (1969); «Питання генези географічних назв на -ичі» (1973); «Древнейшие славянские топонимические типы и некоторые вопросы расселения восточных славян» (1980); «Найдавніші слов'янські топоніми України як джерело історико-геогрфічних досліджень» (1981); «Географические названия Полесья» (1988) та ін.. У вище зазначиних дослідженнях автор висвітлює не лише мовні явища, а й розглядає проблеми історичної географії заселення України і суміжних країн.

### Філологічне джерелознавство
О. Купчинський цікавиться і філологічним джерелознавством, яке насамперед представлене оглядами архівних документів і матеріалів про Т. Г. Шевченка (1965), І. І. Труша (1969), В. С. Стефаника (1971), І. Я. Франка (1972), Марка Черемшину (1974), І. М. Вагилевича (1980—1996), В. М. Гнатюка (1992), Г. Лужницького (1994) та ін..

### Історичне джерелознавство
До кола зацікавлень О. Купчинського належить й історичне джерелознавство. Проблематика його праць, які стосуються історичних наук, насамперед поширюється на давню історію України та історію Галицько-Волинського князівства. Серед основних праць «Пергаментні рукописи ХІ — XVI століть» (1977); «Дослідження і публікація грамот Галицько-Волинського князівства у XVIII — першій половині XIX ст.» (1982); «Втрачені пергаментні грамоти міст і сіл Галичини XIV — першої половини XIX ст.» (1982); "Біля джерел творчості «Руської Трійці» (1986); «Давньоруські грамоти у складі Подільського списку літопису XVII ст.» (1987); «Дипломатичне листування Чернігівського князівського двору XII ст.» (1988); «Забута грамота Костянтина-Василя Острозького для карпатського села Мала Тухля» (1995); «Забуті та невідомі староукраїнські грамоти XIV ст.»(1997); «З документів- фальсифікатів Галицько-Волинського князівства ХІІІ — першої половини XIV століть» (2005) та ін.. Названі праці ґрунтуються на аналізі прямих і опосередкованих історичних джерел і таким чином репрезентують ще одну галузь історичної науки — історичне джерелознавство. Певним підсумком у цій галузі дослідження стала монографія під назвою «Акти та документи Галицько-Волинського князівства ХІІІ — першої половини XIV століть. Дослідження. Тексти» (2004). Досліджуючи середньовічні документи, О.Купчинський висвітлював ще й проблеми дипломатики: «До питання про характеристику формуляра рукописних документів середньовіччя» (1974), «Розвиток галицько-волинського документа в контексті міжслов'янських зв'язків ХІІІ — XIV ст.» (1983); хронології: «О некоторых вопросах датировки средневековых документов на основе содержания» (1976), «Перші датування документів за григоріанським календарем у державних установах України XVI ст.» (1991); історії та функціонування установ: «Із спостережень за розвитком документа та діяльністю князівської канцелярії Галицько-Волинських земель ХІІІ — першої половини XIV століть» (1996), «Акти земські та гродські» (2003).

### Архівознавство
Глибокофахові дослідження О. Купчинського слід відзначити і у галузі архівознавства: «Каталог пергаментних документів Центрального державного історичного архіву УРСР у Львові. 1233—1799 рр.» у співавторстві з Е.Ружицьким (1972), «Земські та гродські судово-адміністративні документальні фонди Львова» (1998). З прикладної архівістики слід звернути увагу на такі праці: «Про описання і каталогізацію картографічних творів» (1971), «Методика наукового описання давніх документів» (1972), «До історії створення науково-довідкового апарату до фондів судово- адміністративних установ України XV—XVIII ст.» (1976), «Розшифрування ранніх фотодокументів та їх описування в архівах і бібліотеках» (1978) та ін.. Вище зазначені праці мали великий вплив на подальший розвиток даної галузі знань.

### Редакторська та видавнича діяльність
Окремим етапом у науковій праці О. Купчинського є редакторська і видавнича діяльність, яка почалась у 1960-х рр. з підготовки збірників документів і матеріалів, присвячених різним особам і подіям, у яких О. Купчинський — укладач і співупорядник, в окремих також автор коментарів: «Іван Франко. Документи і матеріал» (1966), «Гайдамацький рух на Україні в XVIII ст.» (1970), «Леся Українка. Документи і матеріали» (1971), «Акти села Одрехови: XVI—XVII ст.» (1970), «Історія Львова в документах і матеріалах» (1986) та ін. З його участю підготовлено 15 збірників. Обов'язки прямої редакторської праці лягають на О. Купчинського з відновленням НТШ у Львові і організації «Записок НТШ». Тепер томи «Записок НТШ» присвячуються історії і філософії, філології, окремо спеціальним історичним дисциплінам, етнографії і фольклору, археології, архітектурі та містобудуванню, музикознавству, образотворчому й ужитковому мистецтву та ін.. Тому й довелося О. Купчинському переробляти структуру видання. Під його керівництвом вийшло друком 36 томів «Записок НТШ». Він курує «Праці НТШ», які належать природничо-математичним наукам, веде низку видавничих серій НТШ, зокрема «Збірники Секцій і Комісій НТШ», «Українську наукову бібліотеку», «Історичні джерела», «Визначні діячі НТШ», «Архіви», «Словники» та багато позасерійних видань. Нині під його керівництвом триває підготовка багаторічного проекту Енциклопедії «Наукове товариство імені Шевченка», підтримуються контакти із видавничими групами осередків НТШ по Україні.
Олег Купчинський пройшов значний творчий шлях ученого, редактора, реалізатора важливих наукових і видавничих проектів, пов'язаних з розбудовою української гуманітаристики, найкращі риси якої репрезентовано Науковим товариством ім. Шевченка. Саме він сьогодні виступає у Товаристві речником і талановитим виразником цієї доброї традиції. Учений нерідко є ініціатором багатьох починань, дає ключ до нових осягів сучасної української національно заанґажованої науки.

### Довідники
- Гирич, І.Б. Купчинський Олег Антонович [Архівовано 13 квітня 2016 у Wayback Machine.] // Енциклопедія історії України : у 10 т. / редкол.: В. А. Смолій (голова) та ін. ; Інститут історії України НАН України. — К. : Наукова думка, 2009. — Т. 5 : Кон — Кю. — С. 506. — ISBN 978-966-00-0855-4.
- Гирич, І.Б. Купчинський Олег Антонович [Архівовано 20 серпня 2016 у Wayback Machine.] // Енциклопедія сучасної України / ред. кол.: І. М. Дзюба [та ін.] ; НАН України, НТШ. — К. : Інститут енциклопедичних досліджень НАН України, 2001–2025. — ISBN 966-02-2074-X.
- Андрушків, Б. Олегу Купчинському — 75. Слово про знаменитого земляка з нагоди його ювілею. [Архівовано 28 листопада 2011 у Wayback Machine.] // Наукове товариство Шевченка